# Прист, Кристофер
Кри́стофер Прист (англ. Christopher Priest; 14 июля 1943[…], Чидл — 2 февраля 2024) — британский писатель, фантаст, автор известных романов «Престиж», «Гламур», «Машина пространства», «Опрокинутый мир» и других.

## Биография
Родился в городе Чидл (Англия).
Первая большая работа Приста была опубликована в 1970 году (роман Постижение, мрачный взгляд на будущее умирающего мира людей), затем последовали другие, в которых появляется сильный научно-фантастический подтекст. Писателя всегда занимала тема реальности, различий в восприятии реальности разными людьми, связь реальности и воспоминаний. Проза Кристофера Приста отличается приличным литературным языком, новизной идей, психологичностью, драматическими сюжетами, тесно переплетёнными с фантастикой и мистикой. Прист является обладателем целого ряда литературных премий, в том числе трёхкратным лауреатом премии Британской ассоциации научной фантастики.
В России Кристофер Прист, в ходе посещения XXV фестиваля фантастики «Аэлита», был награждён премией «The Great Master of SC-FI & Fantasy» за «выдающийся вклад иностранных авторов, редакторов или издателей в развитие мировой фантастики».